# Charles Drury (Admiral)
Sir Charles Carter Drury, GCB, GCVO, KCSI, FRGS (* 27. August 1846 in Rothesay, New Brunswick; † 18. Mai 1914 in London) war britischer Seeoffizier der Royal Navy, der unter anderem als Admiral zwischen 1907 und 1908 Oberkommandierender der Mittelmeerflotte (Commander-in-Chief, Mediterranean Fleet) sowie anschließend von 1908 bis 1911 Oberkommandierender des Marinekommandos The Nore (Commander-in-Chief, The Nore) war.

## Leben

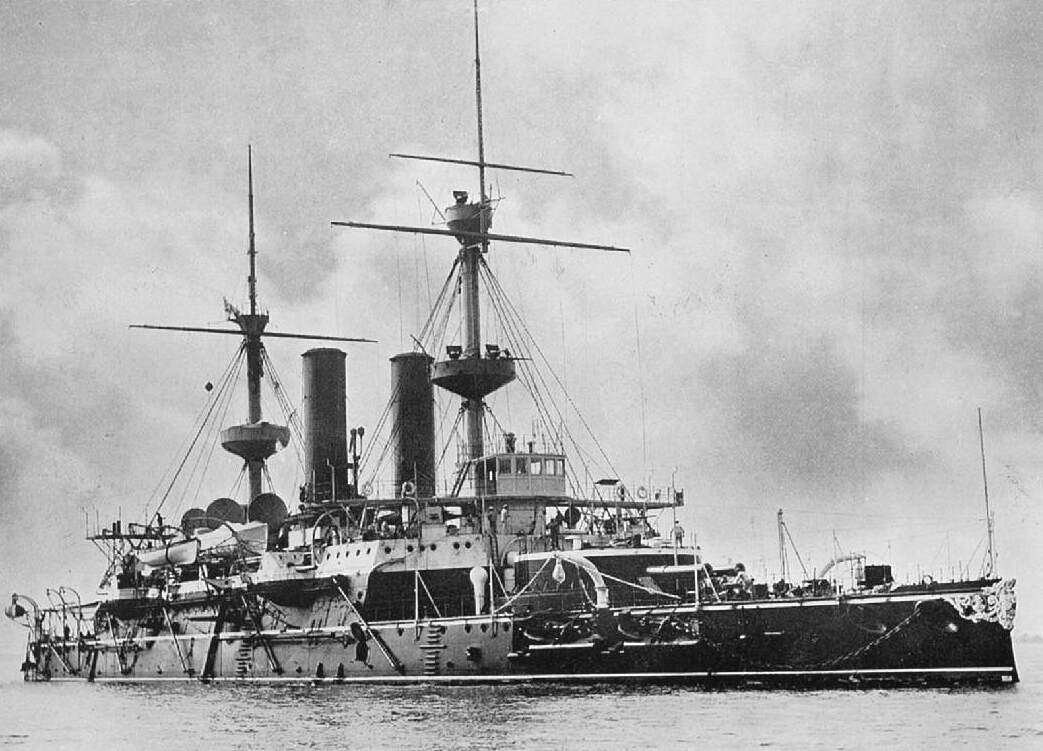
Captain Charles Drury war von 1895 bis 1897 Kommandant des Turmschiffs HMS Hood.

Charles Carter Drury war der zweite Sohn von Le Baron Drury und Eliza Poyntz, Tochter von Lieutenant-Colonel James Poyntz, Kommandeur des 30th (Cambridgeshire) Regiment of Foot. Er trat 1865 als Sub-Lieutenant in die Royal Navy ein und fand im Laufe der nächsten Jahre nach seinen Beförderung zum Lieutenant 1868 und zum Commander 1878 zahlreiche Verwendungen als Seeoffizier und Stabsoffizier. Er wurde am 13. Juli 1885 zum Captain befördert und war zwischen März 1889 und April 1892 Kommandant  des Panzerschiffs HMS Bellerophon. Anschließend war er von Juli bis August 1892 kurzzeitig Kommandant des Geschützten Kreuzers HMS Thames sowie zwischen Mai 1894 und Mai 1895 Kommandant des Einheitslinienschiffs HMS Royal Sovereign. Danach fungierte er von Oktober 1895 bis September 1897 als Kommandant des Turmschiffs HMS Hood sowie zwischen Januar 1898 und September 1899 als Kommandant der Marine in Gibraltar (Senior Naval Officer, Gibraltar).
In dieser Verwendung wurde Drury am 13. Juli 1899 zum Rear-Admiral befördert. Er wurde im Juli 1902 Oberkommandierender des Marinestützpunktes in Ostindien (Commander-in-Chief, East Indies Station) und bekleidete diese Funktion bis Juli 1903. In dieser Verwendung wurde er am 1. Januar 1903 zum Knight Commander des Order of the Star of India (KCSI) geschlagen, so dass er seither den Namenszusatz „Sir“ führte. Nach seiner Rückkehr wechselte er zur Admiralität und war dort bis Mai 1907 als Zweiter Seelord (Second Sea Lord and Chief of Naval Personnel) für Personalangelegenheiten der Marine zuständig. In dieser Zeit erhielt er am 6. Juni 1906 seine Beförderung zum Vice-Admiral. Darüber hinaus wurde er am 30. Juni 1905 auch zum Knight Commander des Order of the Bath (KCB) geschlagen und wurde zudem am 15. April 1907 zum Knight Grand Cross des Royal Victorian Order (GCVO) erhoben.
Im März 1907 löste Charles Drury, der auch Fellow der Royal Geographical Society (FRGS) war, Admiral Lord Charles Beresford als Oberkommandierender der Mittelmeerflotte (Commander-in-Chief, Mediterranean Fleet) ab. Er bekleidete dieses Amt bis zum November 1908 und wurde daraufhin vom Admiral Sir Assheton Curzon-Howe abgelöst. Während dieser Zeit wurde er am 11. April 1908 zum Admiral befördert. Zuletzt übernahm er im Dezember 1908 von Admiral Gerard Noel den Posten als Oberkommandierender des Marinekommandos The Nore (Commander-in-Chief, The Nore). Er hatte dieses Amt bis zu seinem Eintritt in den Ruhestand im August 1911, woraufhin Admiral Sir Richard Poore, 4. Baronet seine Nachfolge antrat. Er wurde am 19. Juni 1911 auch zum Knight Grand Cross des Order of the Bath (GCB) erhoben.